# Аликс Линкс
Аликс Линкс (англ. Alix Lynx, настоящее имя Лия Роквелл Рейд Брейетт, англ. Leah Rockwell Reid Breyette, род. 17 мая 1989, Нью-Йорк, Нью-Йорк) — американская порноактриса, лауреатка премии AVN Awards.

## Биография
Родилась 5 мая 1989 года в Нью-Йорке. По её словам, воспитывалась недалеко от Нью-Йорка родителями — отцом, который работал строителем, и матерью, которая была доктором наук. Окончив школу, поступила в колледж, который закончила за три года вместо четырёх, посещая занятия каждые летние, весенние и зимние каникулы. Получила степень магистра делового администрирования, а также в области цифрового маркетинга. Во время обучения подрабатывала моделью. Работала PR-менеджером, затем была повышена до помощника бухгалтера. После того, как компания закрылась, работала менеджером по социальному маркетингу. Также работала моделью в эротических видеочатах; после серии увольнений бросила работу в офисе, чтобы стать порноактрисой.
С тех пор, как в возрасте 15 или 16 лет Аликс увидела документальный фильм о Playboy, она хотела стать порноактрисой. Дебют в индустрии состоялся в 2014 году, когда девушке было около 25 лет. Работала с такими студиями, как Hustler Video, Allgirlmassage.com, Girlfriends Films, Girls Gone Wild и другими. В 2015 году в течение 6 месяцев работала по контракту на Brazzers, затем сотрудничала с OC Modeling.
В 2017 году получила AVN Awards в категории «лучшая групповая лесбийская сцена» за фильм AI: Artificial Intelligence вместе с Селестой Стар и Сереной Блэр. В этом же году была номинирована в категории «Лучшая сцена мастурбации/стриптиза» за фильм Sexxxploitation Alix Lynx, но проиграла Асе Акире.
У Аликс есть пирсинг в пупке, а также татуировки: на правом боку, левой части лобка, текст «Фортуна любит храбрых» на латыни.

## Награды и номинации
| Год  | Церемония                   | Категория                                               | Работа                             | Результат |
| ---- | --------------------------- | ------------------------------------------------------- | ---------------------------------- | --------- |
| 2016 | Spank Bank Awards           | Лучшее тело, созданное для греха                        |                                    | Номинация |
| 2016 | Spank Bank Awards           | Лучшие 'Иди трахни меня' глаза                          |                                    | Номинация |
| 2016 | Spank Bank Awards           | Блондинистая детка года                                 |                                    | Номинация |
| 2016 | Spank Bank Awards           | Милашка года                                            |                                    | Номинация |
| 2016 | Spank Bank Awards           | Следующая суперзвезда порно                             |                                    | Номинация |
| 2016 | Spank Bank Technical Awards | Королева комбинезонов                                   |                                    | Победа    |
| 2016 | Spank Bank Technical Awards | Неукротимая шлюшка                                      |                                    | Победа    |
| 2017 | AVN Awards                  | Лучшая групповая лесбийская сцена                       | AI: Artificial Intelligence (2016) | Победа    |
| 2017 | AVN Awards                  | Лучшая сцена мастурбации / стриптиза                    | Sexxxploitation Alix Lynx (2016)   | Номинация |
| 2017 | AVN Awards                  | Премия поклонников: самая эпическая задница             |                                    | Номинация |
| 2018 | Spank Bank Awards           | Лучшие губы для сосания члена                           |                                    | Номинация |
| 2018 | Spank Bank Awards           | Возлюбленная года в Snapchat                            |                                    | Номинация |
| 2018 | Spank Bank Awards           | Девушка года в шоу по веб-камере и скайпе               |                                    | Номинация |
| 2019 | Spank Bank Awards           | Лучшее живое выступление                                |                                    | Номинация |
| 2019 | Spank Bank Awards           | Самый талантливый язык (лучший лесбийский поцелуй года) |                                    | Номинация |

## Избранная фильмография
- AI: Artificial Intelligence
- Sexxxploitation Alix Lynx